# あした幸福
『あした幸福』（あしたしあわせ）は、1981年11月2日 - 12月31日にTBS「花王 愛の劇場」枠にて放送された昼ドラマである。テレビ映画。全45回。

## キャスト
- 輝美 ………… 和泉雅子
- 清吉 ………… 佐野浅夫
- 憲吾 ………… 速水亮
- いと ………… 桜むつ子
- きく子 ……… 弓恵子
- 道雄 ………… 佐竹明夫
- 高男 ………… 沼田爆
- 浩一 ………… 工藤秀和
- 強 …………… 林田昭彦
- 恵子 ………… 浜田みどり
- 美保 ………… 奈良富士子
- 夏目老人 …… 木田三千雄
- 善彦 ………… 池田善彦
- 実 …………… 日吉としやす
- 岩田校長 …… 松村彦次郎
- 大森 ………… 伴直也
- 律子 ………… 渡辺富美子
- 百合 ………… 山口奈美
- 野田 ………… 井上博一
- 須和土 ……… 高橋明
- 伊東 ………… 鶴岡修
- 明 …………… 大谷一夫
- 信子 ………… 大和撫子
- 髙山 ………… 井上高志
- 三枝 ………… 伊藤正博
- 平田 ………… 湊俊一
- バーテン …… 草薙良一
- バーの女 …… 木瓜みらい
- 刑事 ………… 太地常男
- 組合長 ……… 神田正夫
- 光子 ………… 常夏ひとみ
- 大井 ………… 檀喧太
- うえずみのる
- 中村まり子
- 猪俣光世
- 長島隆一
- 多田幸雄
- 飯島大介
- 森田育代
- 深見博
- 加島潤
- 有田麻里
- 五十嵐美恵子

## スタッフ
- 脚本：秋田佐知子
- 監督：広瀬襄、菱田義雄、八木美津雄
- 音楽：土田啓四郎
- プロデューサー：佐相惣一郎(松竹)、金川克斗志(TBS)
- 製作：松竹、TBS

## 主題歌
- 『あした幸福』 歌：レモン・トリー
  - 作詞：山川啓介／作曲：すぎやまこういち／編曲：馬飼野康二

## 参考資料
- 「あした幸福」シナリオ決定稿